# Гуанцзэ
Гуанцзэ́ (кит. упр. 光泽, пиньинь Guāngzé) — уезд городского округа Наньпин провинции Фуцзянь (КНР).

## История
Уезд был создан во времена империи Сун в 979 году.
В 1934—1947 годах входил в состав провинции Цзянси.
После образования КНР в 1949 году был создан Специальный район Цзяньоу (建瓯专区), и уезд вошёл в его состав. В сентябре 1950 года Специальный район Цзяньоу был переименован в Специальный район Цзяньян (建阳专区). В 1956 году Специальный район Цзяньян был присоединён к Специальному району Наньпин (南平专区). В 1971 году Специальный район Наньпин был переименован в Округ Цзяньян (建阳地区). Постановлением Госсовета КНР от 24 октября 1988 года власти округа были переведены из уезда Цзяньян в городской уезд Наньпин, и Округ Цзяньян был переименован в Округ Наньпин (南平地区).
Постановлением Госсовета КНР от сентября 1994 года округ Наньпин был преобразован в городской округ.

## Административное деление
Уезд делится на 3 посёлка и 5 волостей.